# Poul Martin Møller
Poul Martin Møller (Uldum, 21 marzo 1794 – Copenaghen, 13 marzo 1838) è stato uno scrittore danese.
Esponente di punta del romanticismo danese, fu inoltre maestro di filosofia di Kierkegaard. A lui dobbiamo stupende liriche, come Lo scarabeo e la mosca e Il vecchio innamorato, struggenti esempi di letteratura romantica.